# MGM Grand Garden Arena
El MGM Grand Garden Arena es un estadio cubierto ubicado dentro del hotel y casino MGM Grand Las Vegas en Paradise, Nevada, Estados Unidos. El recinto se inauguró en 1993 con un concierto de Barbra Streisand y cuenta con capacidad para albergar hasta 17 000 espectadores.

## Eventos

### Musicales
El MGM Grand Garden Arena ha sido utilizado para un gran número de conciertos de artistas como Madonna, Britney Spears, Miley Cyrus, Sarah Brightman, Roberto Carlos, Katy Perry, Billy Joel, Elton John, Jimmy Buffett, Lady Gaga, Barbra Streisand, Harry Styles, Pearl Jam, Linkin Park, Shakira, Bee Gees, BTS y RBD.

### Deportivos
Durante sus inicios en los años 1990, fue el recinto donde se celebró el torneo femenino de voleibol de la Western Athletic Conference.
En la categoría de deportes de combate, en el estadio se han celebrado numerosos eventos de la UFC, así como un gran número de combates de boxeo profesional en los que han participado púgiles como Floyd Mayweather Jr., Evander Holyfield, Mike Tyson, Óscar de la Hoya, Juan Manuel Márquez, Manny Pacquiao, Saúl «Canelo» Álvarez, entre otros.
El 13 de marzo de 2012, se anunció que el torneo de baloncesto universitario masculino de la Pacific-12 Conference se llevaría a cabo en el estadio al menos de 2013 a 2015. También ha albergado juegos de pretemporada de la NBA y de la NHL.
También ha albergado eventos de lucha libre profesional entre los que destacan el primer evento de pago por visión de All Elite Wrestling: «Double or Nothing», celebrado el 25 de mayo de 2019, así como numerosos eventos de la WWE.

## Galería

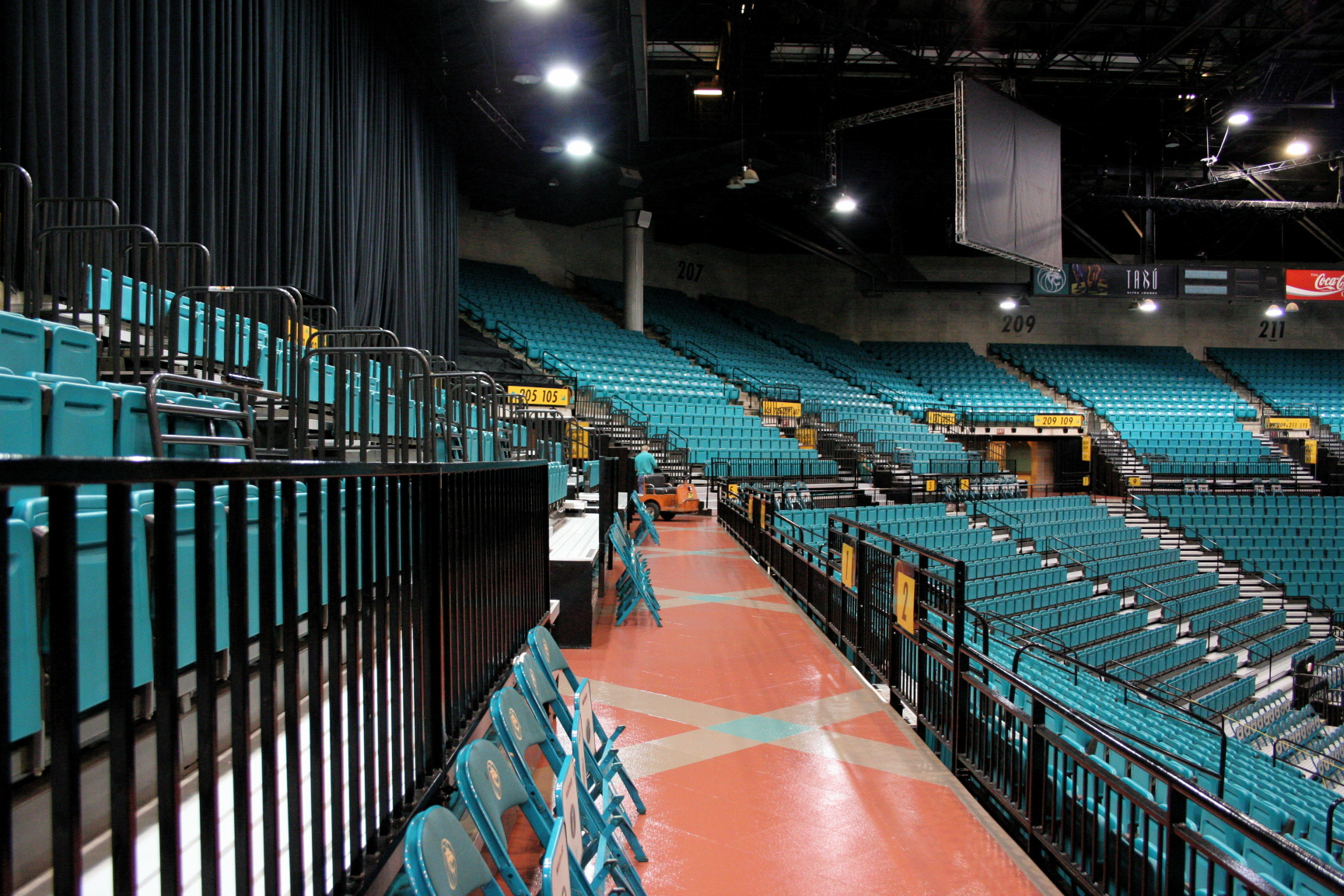
Pasillos del recinto.
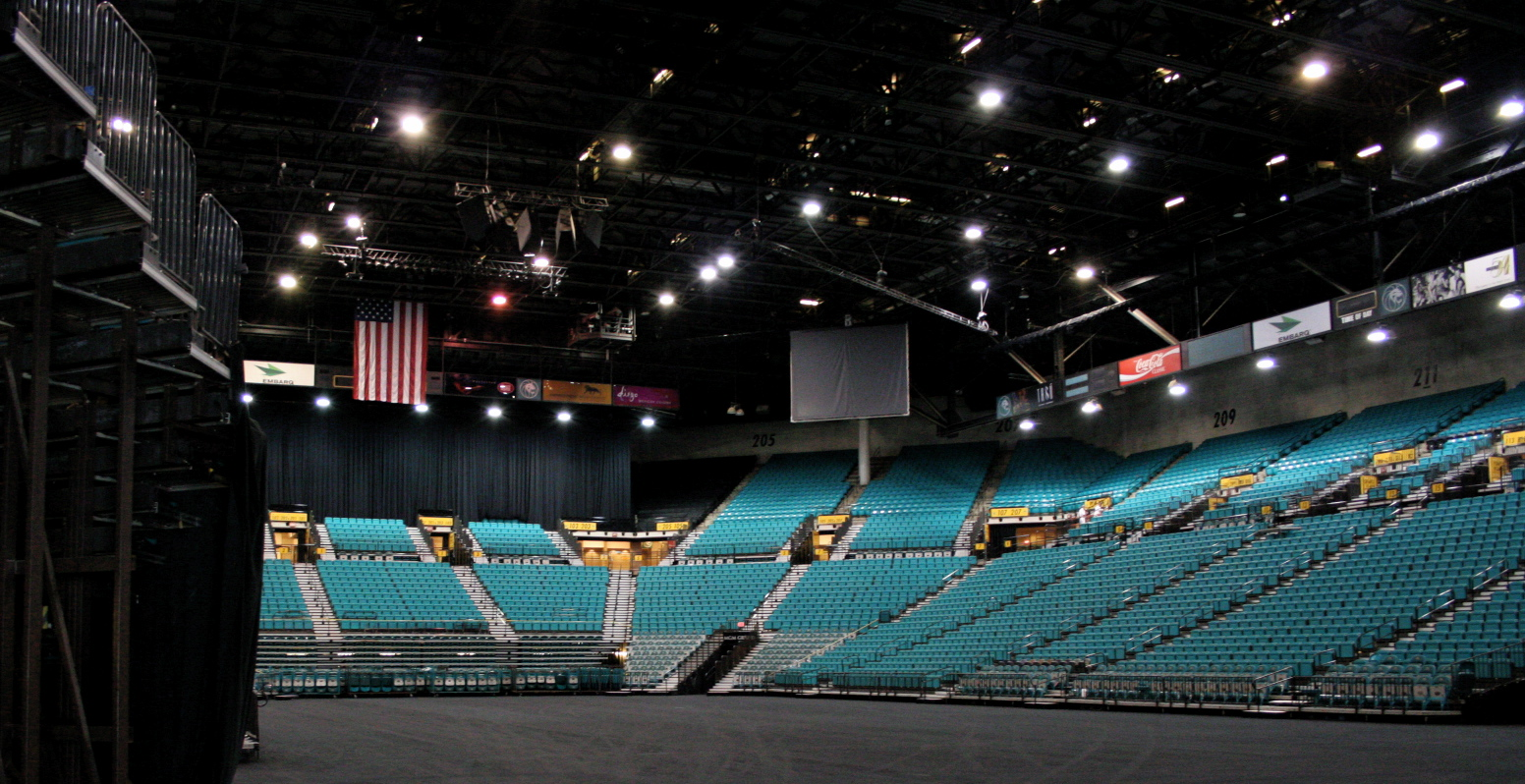
Vista desde el suelo del recinto.